# Sautanz (Kletterroute)
Die Kletterroute Sautanz in der Fränkischen Schweiz ist weltweit eine der ersten Kletterrouten, die mit dem Schwierigkeitsgrad „IX-“ (UIAA) bewertet wurde. Es ist die erste Route dieses Grades in Deutschland.

## Begehungsgeschichte
Die Tour an den Oberen Gößweinsteiner Wänden bei Gößweinstein wurde am 13. April 1981 von Kurt Albert erstbegangen (Rotkreuz). Die ursprüngliche Route war mit IX+ bewertet.
Bereits im Mai 1979 wurde Kurt Albert auf den Wandbereich an den Oberen Gößweinsteiner Wänden aufmerksam und bohrte die etwa 20 m lange Route im Juli 1979 ein. Erst anderthalb Jahre später begann er mit seinen Freunden Norbert Bätz und Wolfgang Güllich die ersten ernsthaften Durchsteigungsversuche. Erst nach ungefähr zwanzig Versuchen, vorher scheiterte er immer an dem letzten schweren Zug, gelang Kurt Albert die Durchsteigung. Aus Anlass der Durchsteigung wurde eine Flasche Wein, auf deren Etikett tanzende Schweine abgebildet waren, geleert. Dadurch entstand der Routenname Sautanz. Ende des Jahres 1981 wurden aus Protest gegen das Einbohren der Route von oben, die Haken aus der Route entfernt. Im oberen Teil wurden die Haken bald ersetzt, aber erst Ende der 1990er Jahre wurden die Haken im unteren Teil wieder ergänzt, so dass dieser Teil mit Klemmkeilen abgesichert werden musste.
Die zweite Begehung gelang dem Amerikaner John Bachar, die erste Rotpunktbegehung Wolfgang Güllich im Mai 1981, der die Route im Jahr 1986 auch Free-Solo kletterte. Die erste Frauenbegehung gelang der Australierin Luise Shepard im August 1983.